# Nino Khurtsidze
Nino Khurtsidze (Tbilisi, 28 de Setembro de 1975 - 22 de Abril de 2018) foi uma enxadrista georgiana. Considerada uma Grande Mestra de Xadrez, era ex-campeã mundial júnior. Em 2005 ela era a segunda melhor enxadrista da Geórgia pelo ranking da FIDE com um ranting ELO de 2449.  Ela venceu os campeonatos juniores de 1993 e 1995.

## Morte
Khurtsidze foi diagnosticada com câncer em 2017 e morreu em 22 de abril de 2018, aos 42 anos.